# Хоао Грімальдо
Хоао Альберто Грімальдо Убідія (нар. 20 лютого 2003 р.) — перуанський футболіст, півзахисник перуанського клубу Ліги 1 «Спортінг Крістал» і національної збірної Перу.

## Ранні роки
Грімальдо народився в Лімі, столиці Перу. Його родина походить з провінції Ліми, Рімак, містечка, що розташоване в центральному субрегіоні столиці Коно-Сентро.
З перших моментів, коли він грав у м'яч, він був схильний практикувати наступальний футбол. Хоча він розвивав свою гру в школі María Reina del Cielo, його перший матч відбувся у 2009 році, коли його близький родич створив футзальну команду в районі Rímac. Проходив перевірку на вихід до нижчих дивізіонів клубу «Атлетіко Рітма». Colegio San Andrés — це назва команди класу 2002 року, створеної для участі в Кубку Токе і Гол у 2011, 2012 та 2013 роках. Команда виграла цей турнір, залишаючись у складі до 12 років, віку, в якому Естер Гранде де Бентін могла підписати його, і правила, яке керує Федерацією футболу Перу щодо включення футболіста цього віку.
Ця команда стала частиною дрібних дивізіонів клубу, після того, як була ключовою в різних матчах різних змагань, вона потрапила в поле зору директорів Sporting Cristal, які зуміли зробити її частиною резерву клубу на початку 2016 року. Хорхе Сото призначив йому, а також решті його однокласників — серед яких Карлос Руїс, Марлон Переа, Флавіо Альседо, Леонардо Діас, Гілмар Паредес і Альдаїр Васкес — психологів, персональних репетиторів, які направляли його в навчання, і лікарів, які спостерігали за його фізичним станом. зростання, що сприяло його формуванню як особистості та футболіста. Разом із командою з малих дивізіонів він виграв Турнір юнаків до 15 років у 2018 році та Кубок покоління U-18 у своєму останньому сезоні в складі запасного.

## Клубна кар'єра

### Спортінг Крістал

#### 2020—2022:
У 2021 році Грімальдо вже закріпився в стартовому складі команди та провів непоганий сезон за Ла Селесте, зігравши 27 ігор і забивши один гол. Під час матчу проти «Расінг» за Кубок Лібертадорес він вийшов у стартовому складі. Проте матч виявився невдалим як для Хоао, так і для клубу, який поступився з рахунком 2:0. Однак Кристал показав чудову гру у внутрішніх кубках, оскільки 30 травня він виграв Фазу 1 проти Університету Сан-Мартіна з рахунком 2-0 за голами Хохберга та Рікельме. Наступного місяця, 25 червня, він забив свій перший гол у матчі проти «Аякучо де Уаманга». Голкіпером був Максиміліано Каваллотті. 27 числа наступного місяця він виграв Кубок двохсотріччя проти Карлоса Маннуччі, а Жоао Грімальдо забив гол на турнірі.
До початку 2022 року Хоао формувався як один із тих, хто потрапить до основної команди. Під час Першої ліги 2022 року його середній показник очок значно зріс з 0,09 минулого року до 0,38 під час поточного чемпіонату. Однак, попри його зростаючу фігуру в перуанському футболі, на той момент він не розглядався тренером старшої команди. У квітні Жоао провів матч зі «Спортінг Крістал» проти «Сан-Мартіна» на старті чемпіонату, де забив два голи. У вересні його було виключено, вперше в кар'єрі, під час гри проти «Бінасьоналя» на «Гільєрмо Брісеньйо Розамедіна». Півфінал Ла Ліги був зіграний проти Foot Ball Club Melgar 2 та 6 листопада. Перший матч Мелгар виграв на Монументалі з рахунком 2-0, тоді як другий завершився з таким же результатом для суперника на Національному стадіоні Ліми. У цьому матчі на 36-й хвилині Грімальдо був вилучений і зазнав травми в м'язах правої ноги після жорсткого удару Алека Денеумостьє на дев'ятнадцятій хвилині гри. Наприкінці сезону, в якому Крістал посів 3 місце в національному чемпіонаті, Грімальдо в підсумку забив 4 голи у 25 зіграних іграх.

## Статистика кар'єри

### Клуб
Станом на 29 жовтня 2023
| Клуб              | Сезон             | Ліга              | Ліга     | Ліга | Кубок    | Кубок | Континентальний | Континентальний | Всього   | Всього |
| Клуб              | Сезон             | Поділ             | програми | Цілі | програми | Цілі  | програми        | Цілі            | програми | Цілі   |
| ----------------- | ----------------- | ----------------- | -------- | ---- | -------- | ----- | --------------- | --------------- | -------- | ------ |
| Спортінг Крістал  | 2020 рік          | Ліга 1            | 1        | 0    | —        | —     | 0               | 0               | 1        | 0      |
| Спортінг Крістал  | 2021 рік          | Ліга 1            | 17       | 0    | 4        | 1     | 7               | 0               | 28       | 1      |
| Спортінг Крістал  | 2022 рік          | Ліга 1            | 24       | 4    | —        | —     | 1               | 0               | 25       | 4      |
| Спортінг Крістал  | 2023 рік          | Ліга 1            | 32       | 7    | —        | —     | 11              | 1               | 43       | 8      |
| Всього за кар'єру | Всього за кар'єру | Всього за кар'єру | 74       | 11   | 4        | 1     | 19              | 1               | 97       | 13     |

1. ↑  Appearances in Copa Bicentenario
2. ↑  Three appearances in Copa Libertadores, four appearances in Copa Sudamericana
3. ↑  Appearance(s) in Copa Libertadores
4. ↑  Nine appearances and one goal in Copa Libertadores, two appearances in Copa Sudamericana